# Esaip école d'ingénieurs
 (juin 2017).
L'Esaip École d'ingénieurs est l'une des  écoles d'ingénieurs françaises accréditées à délivrer un diplôme d'ingénieur.

## Présentation générale
- École privée lasallienne implantée à Angers (Saint-Barthélemy-d'Anjou), Aix-en-Provence et Reims reconnue par l'État, créée en 1987
- habilitée par la Commission des Titres d'Ingénieur
- Membre de la Conférence des Grandes Ecoles
- Membre de la Fédération des établissements d'enseignement supérieur d'intérêt collectif
- labellisée EUR-ACE depuis 2008
- Centre régional Cisco Systems depuis 2009
- École qualifiée EESPIG depuis 2017 - reconnue d’intérêt général

## École d’Ingénieurs
Cette École d’ingénieurs forme ses élèves en 3 ans (Bachelor) ou 5 ans (Classe Préparatoire et Cycle Ingénieur) en post-bac en 2 spécialisations :
- Ingénieur du Numérique
- Ingénieur en Gestion des risques et Environnement

## Pour approfondir